# Hammer (Næstved Kommune)
 For alternative betydninger, se Hammer (flertydig). (Se også artikler, som begynder med Hammer)
Hammer er en landsby i Sydsjælland med ca. 200 indbyggere og hører under Næstved Kommune, i Region Sjælland. I 1970-2006 hørte landsbyen til Fladså Kommune.
Hammer hører til Hammer Sogn, og Hammer Kirke samt præstegård ligger centralt i landsbyen.
Den tidligere landsholdspiller i fodbold, Keld Bak, er født i Hammer.

## Etymologi
Hammer har med høj sandsynlighed taget navn fra et gammelt dansk ord, en hammer, som referere til en høj, stenet bakke, hvilket passer godt til Hammers beliggenhed.
Ordet hammer optræder også andre steder i landet, som f.eks. Hammershus på Bornholm.

## Historie

### Oldtiden
I oldtiden lå Hammer ud til Dybsø Fjord, da havniveauet var meget lavere dengang, og derfor var fiskeri en vigtig erhvervsgren for befolkningen i Hammer.

### Kirken
Hammer Kirke i byen er ca. blevet bygget mellem år 1050-1100, og er derfor også en af mange tidlige kirker i Danmark da Valdemar Sejr var konge.

### Hammer Herred
Hammer var herredsby i (og gav dermed også navn til) Hammer Herred. Herredet, og byen for den sags skyld, blev først nævnt i d. 13. århundrede, i Kong Valdemars Jordebog som Hamærshereth.
Herredstingene i Hammer Herred skulle eftersigende først have været afholdt lidt ude for Hammer, umiddelbart indtil den nordiske syvårskrig, hvorefter den flyttede placering adskillige gang indtil dens nedlæggelse.

### Rytterskolen og udflytningen
I 1722 blev Hammer Rytterskole opført ved siden af kirken, og blev udvidet med en tilbygning i 1868. Skolen spillede en vigtig rolle i lokalsamfundet indtil dens nedlæggelse i 1960, da den blev erstattet af den nye centralskole i Hammer. I dag fungerer skolebygningen som en del af kirken og sognehus, og den originale skoletavle kan stadig ses på facaden.
I 1785 skete der en stor udflytning fra Hammer som følge af landboreformerne, da reformerne gjorde landbruget mere effektivt, hvilket betød, at der var mindre brug for bønder på markerne.

### I nyere tid
Hammer by bliver beskrevet således i 1898: "Hammer med kirke, præstegård, skole, fattiggård for Hammer-Lundby Kommune, forsamlingshus, Det Arboeske Hospital, andelsmejeri og mølle med bageri"
I 1960 blev en helt ny sogneskole bygget færdig i Hammer til erstatning for den gamle rytterskole, og det var derfor slut for mange af de lokalliggende landsbyskoler som f.eks. Fårup Skole, Lov Skole & Forskole, og Ring Skole. Alle elever blev flyttet til den nye skole i Hammer og lærerne medfulgte.

### Mindestenene
Hammer by har hele 3 mindesten. Her står de i rækkefølge fra ældste til nyeste:
- En kombinationssten til minde for kong Christian d. 10., genforeningen og befrielsen. Stenen blev rejst da kong Christian d. 10. døde i 1947.
- En grundlovssten til minde om Danmarks Grundlov. Stenen blev rejst over 100-året i 1949.
- En mindesten for udflytningen af gårdene i Hammer i 1785. Stenen blev rejst over 200-året i 1985.

## Faciliteter
I 1893 blev et forsamlingshus bygget i Hammer, og bliver i dag stadig brugt til lokale arrangementer m.m.
I Hammer ligger Hammer Frie Privat Skole, der erstattede den gamle Hammer Skole i 2012.